# Rajmond Debevec
Rajmond Debevec (Postojna, 29 de março de 1963) é um atirador olímpico esloveno, campeão olímpico.

## Carreira
Rajmond Debevec representou a Iugoslávia, e a Eslovênia a em nove Olimpíadas, em 1984, 1988, 1992, 1996, 2000, 2004, 2008 e 2012, conquistou a medalha de ouro em 2000, no carabina em três posições.

## Ver Também
- Lista de atletas com mais presenças nos Jogos Olímpicos